# Poison (canção de Aaliyah)
"Poison" é uma canção da cantora norte-americana Aaliyah, com vocais do cantor e compositor canadense The Weeknd. Foi lançada em 17 de dezembro de 2021 através da Blackground Records 2.0, como primeiro single do futuro álbum de estúdio póstumo de Aaliyah, Unstoppable. The Weeknd é creditado como compositor da faixa ao lado de Belly e Static Major. A produção foi dirigida por DannyBoyStyles e Nick Lamb.

## Antecedentes
Em agosto de 2021, foi anunciado que os trabalhos gravados por Aaliyah para a Blackground (desde então rebatizada como Blackground Records 2.0) seria relançado em serviços físicos, digitais e (pela primeira vez) plataformas de streaming em um acordo entre a gravadora e a Empire Distribution, começando com One in a Million (1996) em 20 de agosto de 2021. Em 25 de agosto de 2021, o tio de Aaliyah e chefe da gravadora Blackground Records 2.0, Barry Hankerson, revelou em uma entrevista com Big Tigger para a WVEE que um quarto (e provavelmente o último) álbum de estúdio, intitulado Unstoppable, seria lançado em "questão de semanas". O álbum contará com parcerias de Drake, Snoop Dogg, Ne-Yo, Chris Brown, Future e usará vocais inéditos de Aaliyah. Hankerson compartilhou que este será o fim da nova música para a estrela falecida e acrescentou: "Eu acho que é maravilhoso. É um processo muito emocional de se fazer. É muito difícil ouvi-la cantar quando ela não está aqui, mas nós superamos".
Em "Poison", os vocais de Aaliyah foram gravados em demo em 2001, pouco antes da morte da cantora. Hankerson emitiu um comunicado: "Obrigado a todos os fãs por manterem a música [de Aaliyah] viva. Lamento que tenha demorado tanto, mas quando você perde um membro da família de forma tão inesperada, leva tempo para lidar com esse tipo de coisa. Eu decidi lançar a música de Aaliyah para manter seu legado vivo".
Após o lançamento, o single atraiu má reações devido à má qualidade dos vocais de Aaliyah em comparação com a qualidade nítida dos vocais de The Weeknd, fazendo com que os fãs de Aaliyah e o público considerassem a música "desrespeitosa". Menos de vinte e quatro horas após o lançamento, Mike Dean, que mixou e masterizou a canção, disponibilizou a mesma em uma versão atualizada e significativamente mais limpa em todos as plataformas digitais.

## Recepção da crítica
D-Money da Soul Bounce escreveu: "Há algo um pouco estranho na música. Em particular, os vocais de Aaliyah, que são mal mixados e o parecem ter sido filtrados por um computador antigo". Jon Blistein, escrevendo para a Rolling Stone, enalteceu a "ternura" da faixa. Quincy, da Rating Game Music, sentiu que Aaliyah e The Weeknd eram uma "combinação perfeita", acrescentando "os sentimentos de esperança e conexões agridoces sobre as quais as duas lendas falam devem tocar em você".

## Tabelas musicais

### Tabelas semanais
| Tabelas musicais (2021-2022)                   | Melhor posição |
| ---------------------------------------------- | -------------- |
| Nova Zelândia - Hot Singles (RMNZ)             | 33             |
| Estados Unidos - Adult R&B Airlpay (Billboard) | 21             |
| Estados Unidos - Hot R&B Songs (Billboard)     | 15             |